# Hard Luck Hero
Hard Luck Hero – japoński film z 2003 roku, wyreżyserowany przez Hiroyuki Tanakę.

## Obsada
- Hiroshi Nagano - jako Kenta Kishimoto
- Yoshihiko Inohara - jako Naoto Ishii
- Go Morita - jako Kenji Fujita
- Ken Miyake - jako Yuji Fujita
- Junichi Okada - jako Takashi Asai
- Sansei Shiomi - jako Tetsuo Mishima
- Susumu Terajima - jako Shingo Shibata